# Черепаха грецька
Черепаха грецька (Testudo graeca) — один з чотирьох європейських видів родини суходільних черепах (Testudinidae). Інші назви «середземноморська черепаха», «мавританська черепаха».

## Опис
Загальна довжина сягає 35 см. Передні ноги з 5, рідше 4 кігтями. Карапакс високий, овальної форми, з віком спереду й ззаду стає ширше, ніж у середині. У задній частині він трохи зазубрений. Надхвостовий щиток зазвичай непарний. На світло-оливковому або жовтувато-бурому тлі карапакса розташовані чорні плями, що збільшуються з віком. Пластрон світлий з темними плямами, які можуть зливатися або повністю відсутні на деяких щитках. На задній стороні стегон є один роговий випин. У самців надхвостова кісткова пластинка ложкоподібна, опукла, пластрон увігнутий у центральній частині.

## Спосіб життя
Полюбляє різноманітні ландшафти. Зустрічається у напівпустелях, степах і на схилах гір, вкритих травою, чагарником, рідколіссям або гірським лісом, по берегах річок й озер, на сухих морських узбережжях, зарослих дюнах, у низинних та заплавних лісах. Зустрічається на висоті від 1200 м до 2500 м. У лісах частіше тримається на прогалинах, узліссях, галявинах, просіках, серед колючого чагарника. Уникає місць з сильно засоленими ґрунтів, скупчень великих каменів, обривів та крутих пагорбів.
Активна вдень. Навесні й восени частіше трапляється в середині дня, влітку головним чином вранці та ввечері. На ніч ховається у густий чагарник, нори й щілини, під каміння і в товсту лісову підстилку. Тут же рятується від перегріву в найспекотніші години. У літню сплячку не впадає.
Активний період у черепах становить близько 180—200 діб. Йдуть на зимівлю наприкінці жовтня — листопаді, закопуючись у землю або, зазвичай, у старі нори лисиць та борсуків. Нори риють у пухкому ґрунті, частіше під корінням кущів або очерету, глибиною від 17 до 80 см та шириною біля входу 10—23 см.
Статева зрілість настає на 12—14 році життя за довжини карапакса 16—18 см. Навесні прокидаються в березні — на початку квітня, зрідка в лютому. Парування проходить з квітня до середини червня і супроводжується бійками самців. Перед паруванням самець переслідує самку, стукаючи по її карапаксу своїм панциром і кусаючи за задні лапи, поки вона не зупиниться. Починаючи з кінця травня—червня, самка за сезон робить 3 кладки. Протягом приблизно 3 годин вона відкладає по 2—9 яєць, закопуючи їх у вириту в землі ямку глибиною 10—12 см. Яйця вкриті білою вапняною шкаралупою, мають майже кулясту або еліпсоподібну форму, довжиною 32—46 мм і шириною 29—37 мм. Молодь з'являється через 60—110 діб.
Годуються соковитою трав'янистою рослинністю, переважно бобовими та складноцвітими, іноді плодами й ягодами. Поїдають також молюсків і комах. П'ють воду, у спекотний час підходять до водойм і навіть занурюються у воду (до 20 см від берега).
У дорослих черепах, надійно захищених панциром, ворогів небагато. Однак кладки часто розоряються лисицями та шакалами. Молоді черепашенята до 2—3 років, панцир у яких ще тонкий й м'який, стають здобиччю багатьох тварин. Тому вони ведуть малоактивний спосіб життя, ховаючись у заростях і норах.

## Розповсюдження
Мешкає у північній Африці, південній Європі, південно-західній Азії, зокрема на чорноморському узбережжі від Анапи до Сухумі, у східній Грузії, Вірменії, Азербайджані та в Дагестані (Російська Федерація).
В результаті ГІС моделювання виявлено, що для черепахи потенційно придатною територією є Південь України.

## Підвиди
- Testudo graeca graeca
- Testudo graeca armeniaca
- Testudo graeca buxtoni
- Testudo graeca cyrenaica
- Testudo graeca ibera
- Testudo graeca marokkensis
- Testudo graeca nabeulensis
- Testudo graeca soussensis
- Testudo graeca terrestris
- Testudo graeca zarudnyi